# Live Aid

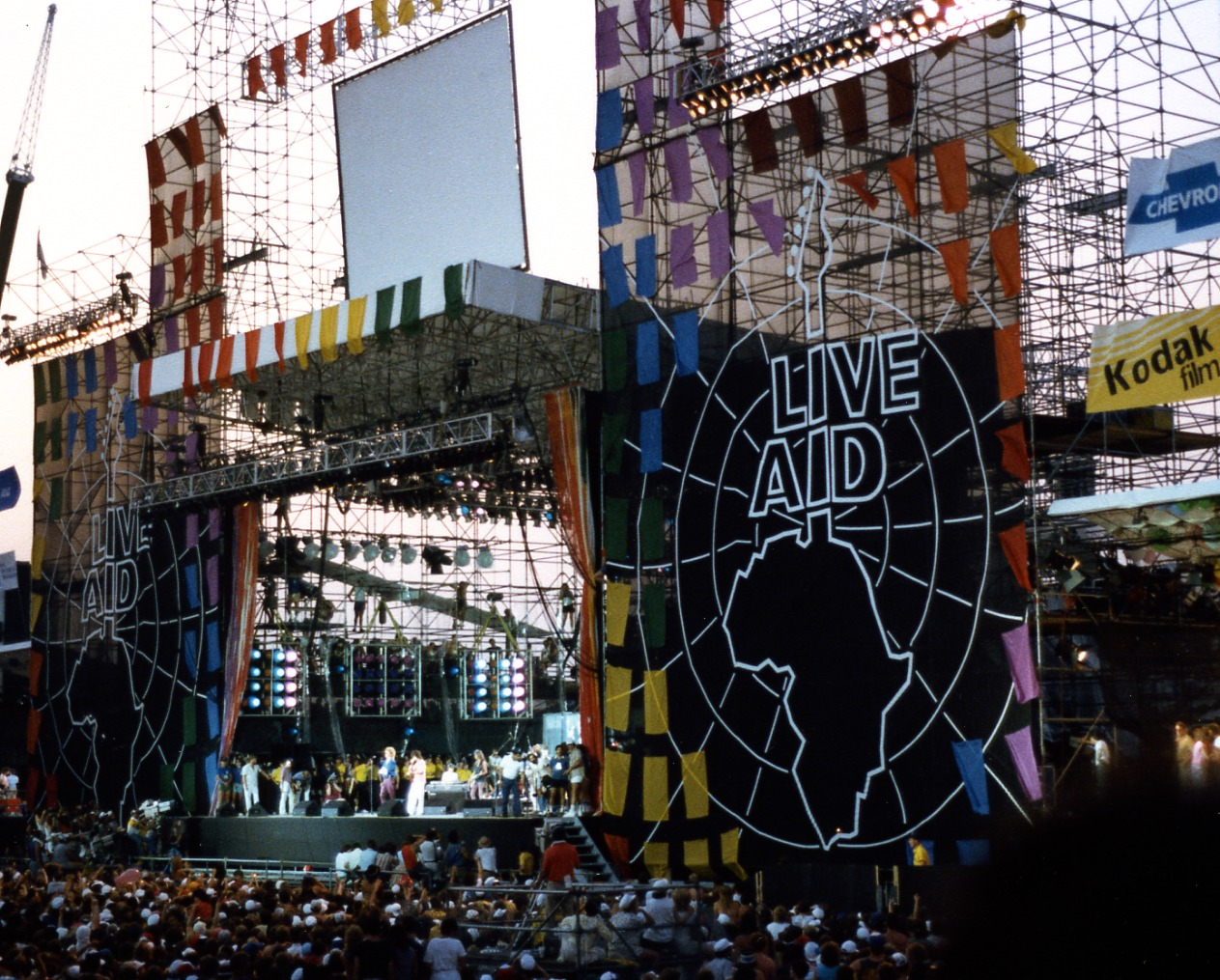
Le concert à Philadelphie.

Le Live Aid est un double concert donné conjointement à Londres et à Philadelphie le 13 juillet 1985, par des artistes majoritairement américains et britanniques, organisé par Bob Geldof et Midge Ure dans le but de lever des fonds pour soulager la famine éthiopienne en cours lors de cette année-là. L'événement a permis d'amasser la somme de 127 millions de dollars.  
Se rassemblent des artistes et groupes comme Queen, U2, David Bowie, Led Zeppelin, Dire Straits, The Who, Paul McCartney, Elton John, Wham!, Phil Collins, Sting, Madonna, Status Quo, Tina Turner, Mick Jagger, Hall & Oates, Eric Clapton, Neil Young, Santana, Nile Rodgers, The Beach Boys, Duran Duran, David Gilmour, Black Sabbath, Bob Dylan ou encore The Four Tops. Des groupes comme Eurythmics ou Tears for Fears, qui auraient normalement dû y participer, n'ont pu finalement être présents pour divers motifs. Phil Collins joue à Londres puis prend le Concorde pour aller jouer à Philadelphie.
Cet événement se déroule principalement au stade de Wembley de Londres et au John F. Kennedy Stadium de Philadelphie. Il est retransmis par de nombreuses chaines de télévision dans le monde entier. On estime à 2 milliards le nombre de personnes l'ayant suivi dans plus de 100 pays différents, alors qu'environ 90 000 personnes sont présentes pour chaque concert. D'autres concerts sont également organisés dans ce même contexte, comme en Australie (Oz for Africa) avec notamment la participation d'INXS, ou encore en Allemagne. Son succès inspire la chanson The Tide is Turning de Roger Waters. 
Une partie de l'événement Live Aid est commercialisée (toujours à des fins caritatives) sous la forme d'un coffret quadruple DVD en 2005, à l'occasion de son vingtième anniversaire. À cette même occasion, l'expérience se renouvelle : il s'agit du Live 8, qui se déroule le 2 juillet 2005, mais cette fois-ci dans une dimension plus internationale : des concerts eurent lieu à Philadelphie, Londres, Paris, Berlin, Rome, Toronto, Tokyo, Johannesbourg et Moscou. À l'instar du Live Aid, le Live 8 est commercialisé en coffret DVD pour soutenir sa cause.

## Liste des participants
- Adam Ant
- Alison Moyet
- Ashford and Simpson
- B. B. King
- Band Aid
- The Beach Boys
- Bernard Watson
- Billy Ocean
- Black Sabbath
- Bob Dylan
- The Boomtown Rats
- Bryan Adams
- Bryan Ferry (avec David Gilmour de Pink Floyd à la guitare)
- Carlos Santana
- Cliff Richard
- Crosby, Stills, Nash and Young
- David Bowie (avec Thomas Dolby)
- Dire Straits
- Duran Duran
- Elton John (avec Kiki Dee)
- Elvis Costello
- Eric Clapton
- Foreigner
- Freddie Mercury et Brian May
- George Thorogood and the Destroyers / Bo Diddley / Albert Collins
- Hall and Oates (avec G.E. Smith de Saturday Night Live à la guitare) / Eddie Kendricks / David Ruffin
- Howard Jones
- INXS
- Joan Baez (introduite par Jack Nicholson)
- Judas Priest
- Keith Richards / Ronnie Wood (du groupe The Rolling Stones)
- Kenny Loggins
- Robert Plant, Jimmy Page, John Paul Jones, de Led Zeppelin (avec Phil Collins et Tony Thompson à la batterie)
- Loudness
- Madonna
- Mick Jagger
- Neil Young
- Nik Kershaw
- Pat Metheny
- Patti LaBelle
- Paul McCartney
- Paul Young
- Phil Collins
- Queen (introduits  par Mel Smith et Griff Rhys Jones)
- REO Speedwagon
- Rick Springfield
- Run D.M.C
- Sade
- Simple Minds
- Spandau Ballet
- Status Quo
- Sting (avec Branford Marsalis)
- The Style Council
- Teddy Pendergrass
- The Cars
- The Four Tops
- The Hooters
- The Power Station
- The Pretenders
- The Who
- Thompson Twins
- Thompson Twins avec Madonna
- Tina Turner
- Tom Petty
- U2
- Udo Lindenberg
- Ultravox
- USA for Africa (dirigé par Lionel Richie)
- Wham!

## Interprétations et chronologies

### Londres
| Heure | Artiste(s)                                                                    | Chanson(s) |
| ----- | ----------------------------------------------------------------------------- | --- |
| 12:00 | Coldstream Guards                                                             | God Save the Queen (Six premières mesures) |
| 12:01 | Status Quo                                                                    | Rockin' All Over the World Caroline Don't Waste My Time |
| 12:19 | The Style Council                                                             | You're the Best Thing Big Boss Groove Internationalists Walls Come Tumbling Down! |
| 12:44 | The Boomtown Rats                                                             | I Don't Like Mondays Drag Me Down Rat Trap For He's a Jolly Good Fellow |
| 13:01 | Adam Ant                                                                      | Vive Le Rock |
| 13:17 | Ultravox                                                                      | Reap the Wild Wind Dancing with Tears in My Eyes One Small Day Vienna |
| 13:46 | Spandau Ballet                                                                | Only When You Leave Virgin True |
| 14:07 | Elvis Costello                                                                | All You Need Is Love |
| 14:22 | Nik Kershaw                                                                   | Wide Boy Don Quixote The Riddle Wouldn't It Be Good |
| 14:53 | Sade                                                                          | Why Can't We Live Together Your Love Is King Is It a Crime |
| 15:18 | Sting Phil Collins                                                            | Roxanne (Sting) Driven to Tears (Sting) Against All Odds (Take a Look at Me Now) (Phil Collins) Message in a Bottle (Sting) In the Air Tonight (Phil Collins) Long Long Way to Go (les deux) Every Breath You Take (les deux) |
| 15:49 | Howard Jones                                                                  | Hide and Seek |
| 16:08 | Bryan Ferry (avec David Gilmour à la guitare)                                 | Sensation Boys And Girls Slave to Love Jealous Guy |
| 16:40 | Paul Young                                                                    | Do They Know It's Christmas? (intro) Come Back and Stay That's the Way Love Is (avec Alison Moyet) Everytime You Go Away |
| 17:19 | U2                                                                            | Sunday Bloody Sunday Bad (avec des extraits de Satellite of Love, Ruby Tuesday, Sympathy for the Devil et Walk on the Wild Side)                                                                                              |
| 18:00 | Dire Straits                                                                  | Money for Nothing (avec Sting) Sultans of Swing |
| 18:41 | Queen                                                                         | Bohemian Rhapsody Radio Ga Ga Hammer to Fall Crazy Little Thing Called Love We Will Rock You We Are the Champions |
| 19:23 | David Bowie                                                                   | TVC 15 Rebel Rebel Modern Love "Heroes" |
| 19:59 | The Who                                                                       | My Generation Pinball Wizard Love, Reign o'er Me Won't Get Fooled Again |
| 20:50 | Elton John                                                                    | I'm Still Standing Bennie and the Jets Rocket Man Don't Go Breaking My Heart (avec Kiki Dee) Don't Let the Sun Go Down on Me (avec Wham!) Can I Get a Witness                                                                 |
| 21:48 | Freddie Mercury Brian May                                                     | Is This the World We Created...? |
| 21:51 | Paul McCartney (avec David Bowie, Bob Geldof, Alison Moyet et Pete Townshend) | Let It Be |
| 21:57 | Band Aid                                                                      | Do They Know It's Christmas? |

Présentateurs :
- Richard Skinner ouvre le spectacle et introduit le Prince de Galles Charles et la Princesse de Galles Diana ;
- Tommy Vance introduit les Coldstream Guards, Status Quo, The Style Council, The Boomtown Rats, Nik Kershaw et Dire Straits ;
- Harvey Goldsmith introduit Adam Ant ;
- Andy Peebles présente Spandau Ballet, Elvis Costello, Noel Edmonds, Howard Jones, Bryan Ferry, Paul Young, Griff Rhys Jones avec Mel Smith et David Bowie ;
- Noel Edmonds introduit Sting et Phil Collins ;
- Griff Rhys Jones et Mel Smith introduisent Queen ;
- Jack Nicholson et Tommy Vance présentent U2 et The Who ;
- Billy Connolly introduit Elton John ;
- John Hurt introduit Freddie Mercury et Brian May ;

### Philadelphie
| Heure | Artiste(s)                                                               | Chanson(s) |
| ----- | ------------------------------------------------------------------------ | --- |
| 8:51  | Bernard Watson                                                           | All I Really Want to Do Interview |
| 9:01  | Joan Baez                                                                | Amazing Grace We Are the World |
| 9:10  | The Hooters                                                              | And We Danced All You Zombies |
| 9:32  | Four Tops                                                                | Shake Me, Wake Me (When It's Over) Bernadette It's the Same Old Song Reach Out I'll Be There I Can't Help Myself (Sugar Pie, Honey Bunch)                                         |
| 9:45  | Billy Ocean                                                              | Caribbean Queen Loverboy |
| 9:55  | Black Sabbath                                                            | Children of the Grave Iron Man Paranoid |
| 10:12 | Run–DMC                                                                  | Jam Master Jay King Of Rock |
| 10:27 | Rick Springfield                                                         | Love Somebody State of the Heart Human Touch |
| 10:47 | REO Speedwagon                                                           | Can't Fight This Feeling Roll With the Changes |
| 11:12 | Crosby, Stills and Nash                                                  | Southern Cross Teach Your Children Suite: Judy Blue Eyes |
| 11:29 | Judas Priest                                                             | Living After Midnight The Green Manalishi (With The Two-Pronged Crown) You've Got Another Thing Comin'                                                                            |
| 12:01 | Bryan Adams                                                              | Kids Wanna Rock Summer of '69 Tears Are Not Enough Cuts Like a Knife |
| 12:39 | The Beach Boys                                                           | California Girls Help Me, Rhonda Wouldn't It Be Nice Good Vibrations Surfin' U.S.A.                                                                                               |
| 13:26 | George Thorogood and the Destroyers (avec Bo Diddley and Albert Collins) | Who Do You Love? (avec Bo Diddley) The Sky Is Crying Madison Blues (avec Albert Collins)                                                                                          |
| 14:05 | Simple Minds                                                             | Ghost Dancing Don't You (Forget About Me) Promised You a Miracle |
| 14:41 | The Pretenders                                                           | Time the Avenger Message of Love Stop Your Sobbing Back on the Chain Gang Middle of the Road                                                                                      |
| 15:21 | Santana (avec Pat Metheny)                                               | Brotherhood Primera Invasion Open Invitation By the Pool Right Now |
| 15:57 | Ashford & Simpson (avec Teddy Pendergrass)                               | Solid Reach Out and Touch (Somebody's Hand) (avec Teddy Pendergrass) |
| 16:27 | Madonna (avec Thompson Twins et Nile Rodgers)                            | Holiday Into the Groove Love Makes The World Go Round (avec Thompson Twins et Nile Rodgers)                                                                                       |
| 17:02 | Tom Petty and the Heartbreakers                                          | American Girl The Waiting Rebels Refugee |
| 17:30 | Kenny Loggins                                                            | Footloose |
| 17:39 | The Cars                                                                 | You Might Think Drive Just What I Needed Heartbeat City |
| 18:06 | Neil Young                                                               | Sugar Mountain The Needle and the Damage Done Helpless Nothing Is Perfect (In God's Perfect Plan) Powderfinger                                                                    |
| 18:42 | The Power Station                                                        | Murderess Get It On |
| 19:21 | Thompson Twins (avec Madonna, Steve Stevens et Nile Rodgers)             | Hold Me Now Revolution (avec Madonna, Steve Stevens et Nile Rodgers) |
| 19:38 | Eric Clapton (avec Phil Collins)                                         | White Room She's Waiting Layla (avec Phil Collins) |
| 20:00 | Phil Collins                                                             | Against All Odds (Take a Look at Me Now) In the Air Tonight |
| 20:10 | Led Zeppelin                                                             | Rock and Roll Whole Lotta Love Stairway to Heaven (avec Phil Collins) |
| 20:39 | Crosby, Stills, Nash & Young                                             | Only Love Can Break Your Heart Daylight Again/Find The Cost of Freedom |
| 20:46 | Duran Duran                                                              | A View to a Kill Union of the Snake Save a Prayer The Reflex |
| 21:20 | Patti LaBelle                                                            | New Attitude Imagine Forever Young Stir It Up Over the Rainbow Why Can't I Get It Over                                                                                            |
| 21:50 | Hall & Oates (avec Eddie Kendricks et David Ruffin)                      | Out of Touch Maneater Get Ready (avec Eddie Kendricks) Ain't Too Proud to Beg (avec David Ruffin) The Way You Do the Things You Do My Girl (avec Eddie Kendricks et David Ruffin) |
| 22:15 | Mick Jagger Hall & Oates Eddie Kendricks David Ruffin (avec Tina Turner) | Lonely At the Top Just Another Night Miss You State Of Shock (avec Tina Turner) It's Only Rock 'n Roll (But I Like It) (avec Tina Turner)                                         |
| 22:39 | Bob Dylan Keith Richards Ronnie Wood                                     | Ballad of Hollis Brown When the Ship Comes In Blowin' in the Wind |
| 22:55 | USA for Africa                                                           | We Are the World |

Présentateurs :
- Bill Graham présente Jack Nicholson, Chevy Chase avec Joe Piscopo, Marilyn McCoo, Dire Straits, Santana, Bette Midler, Don Johnson, Eric Clapton et Dionne Warwick
- Jack Nicholson introduit Joan Baez, Bryan Adams, U2, The Who et Bob Dylan
- Chevy Chase et Joe Piscopo introduisent The Hooters
- Chevy Chase introduit The Four Tops, Billy Ocean, Black Sabbath, REO Speedwagon, Judas Priest, David Bowie, Kenny Loggins et Duran Duran
- Joe Piscopo introduit Run–DMC, Rick Springfield, Simple Minds et Neil Young
- Marilyn McCoo introduit Les Beach Boys
- George Segal introduit George Thorogood and the Destroyers
- Grace Slick introduit Prétendants
- Bette Midler introduit Madonna, Thompson Twins, Patti LaBelle et Mick Jagger
- Don Johnson introduit Tom Petty and the Heartbreakers et The Power Station
- Jack Nicholson et Bette Midler introduisent Phil Collins
- Phil Collins introduit Led Zeppelin
- Dionne Warwick introduit Hall & Oates